# 杜姑
杜姑（卑南語：Tuku），是台灣卑南族石生系統的一名傳說人物，為射馬干部落的始祖。

## 身世
杜姑是石生系統始祖蘇嘎蘇告（Sukasukaw，男）和達瓦道（Tavatav，女）的後代，父母分別是拉麗幸（Rarihin）和達魯瑪克部落的青年法沙加瀾（Vasakaran），下面還有一個弟弟，也就是知本部落傳說中的頭目西哈西浩（Sihasihau），而詳細的族譜主要有兩種說法，一種認為她是變形始祖法伊斯（Vais）的孫女；另一種說法則認為她是變形人卜德克的玄孫、妲妲的孫女。

## 神話

### 手足決裂
傳說中杜姑和西哈西浩因為同屬於頭目系統，但因為杜姑比較受到族人歡迎，引來了西哈西浩的不滿與猜忌，她因此率領部屬出走、遷到羅打結社（Robagats，位於今台東縣太麻里鄉，排灣族部落）的北方一處名為阿拉魯漏（Araruno/Aruno/Qarareno）的地方，另有說法認為是她好色而被人所嫌，因此遷到那裡避風頭。而西哈西浩在知道這件事後，便親自去捕捉鯨魚（一說只是海岸上撿到的普通魚），並把鯨魚肉送去給杜姑吃，杜姑和其部屬吃了之後感到身體不適、還有三十個部屬因此死亡，認為西哈西浩有意迫害自己，因此又率領族人遷離當地。

### 遷徙
杜姑首先率領族人在太麻里鄉的西部、拉加侖部落（Lagalun，排灣族）南方個一個叫做kinaporeq或稱Toharanom的地方停留，而她的第一任丈夫Ivodia也是在那裡去世的，後來因為其部屬把太麻里溪上游的土帶回來，她認為土壤肥沃，因此接著又帶族人遷到Tavoali（同樣位於太麻里鄉，為大貓貍部落Tjavualji的舊址），並且溯溪而上，抵達北大武山附近的Turituri（位於台東縣金峰鄉比魯溫泉上方平原地帶）墾荒。

### 第二次婚姻
當杜姑的部屬在北大武山附近墾荒的時候，卻不慎引發火災，燒了三年都停止不了，因此她派人找來西方舊高燕部落（Padain，位於今屏東縣瑪家鄉）的酋長馬拉斯（一說他自己出現在卑南族的營地裡），請他以法術把火熄滅，作為交換，兩人結為夫婦，生下了五個孩子（一說四個）：加利馬昭（Karimazao，男，跟西哈西浩的後代拉若Ranao結婚）、拉非勒（Lavir，男，跟利嘉部落的絲娜吉含Sinaqehan結婚）、達卡松（Taqasun，男，遷到知本部落建立Palaroko家）、瑪勞彼特（Maraopit，男，依附Palaroko家）、卡瑪妮昂（Qamanion，女），並且率領族人遷到鬼湖（Temvutruvul）定居。

### 日出之地
在鬼湖住了很長一段時間後，他的丈夫馬拉斯又去世了，她認為那裡不祥，又帶著族人遷往河川下游，往祖先起源的「日出之地」（巴拿巴拿樣Panapanayan，位於知本部落南方、今太麻里鄉三和村南迴公路旁的海岸地）的方向搬遷，過程中族人先後移居好幾個地方，但分別受到牛釯、螯蝦、鹿群、野豬以及達魯瑪克部落的攻擊，最後只好遷到一處叫kanarovong（位於海邊，意思為「在陡斜的地方」）的地方，但又因為西洋人的勢力進入了台灣東部，擔心自己會受到迫害而帶著族人遷到卡砦卡蘭部落（Kazekalan，位於現在知本部落後方山上，知本部落前身）附近居住，並且跟西哈西浩以一塊稱為「Latailatai」（意思為「有latai」的地方，latai是一種作為籬笆用的灌木）的田地為界線、往兩側延伸到海邊和山頭上作為雙方領地的界線，而她則和女兒卡瑪妮昂在樹叢裡建立了新的部落，就是最早的射馬干部落（Kasabakan，內部或下面的意思）。
另有說法認為會讓杜姑的族人遷移的原因是因為有卡砦卡蘭部落的族人打獵剛好經過、要求他們招待自己，但他們並沒有那麼做，憤怒之下的卡砦卡蘭族人因此摧毀他們的農作物，但當他們檢查農作物的時候，發現根都被挖出來，誤解為這是卡砦卡蘭族人暗示他們搬過去，因此集體遷村。

### 死亡時間
關於杜姑的死亡有很多種說法，如她在鬼湖那裡就去世了、或是在沙利呀利樣（Sariarian，位於台東縣卑南鄉加大奈山西方，鹿群出現的地方）終老等版本，而上述傳說中的後續其他事情則是她的後代完成的。

## 現代研究
研究者根據神話中杜姑率領的部族分布在知本河流的大範圍地區、以及與太麻里的部落有往來等特徵推斷，第四次東部地方會議中從Tawalij（太麻里）來的一位女性有力者Tuciko就是杜姑或是與杜姑傳說的原型。